# Scleria
Scleria es un género de plantas herbáceas de la familia de las ciperáceas. Comprende 631 especies descritas y de estas, solo 262 aceptadas.

## Descripción
Son plantas anuales o perennes, rizomatosas; con culmos triangular-triquetros, erectos a inclinados o escandentes, mayormente ásperos; plantas monoicas. Hojas en 3 series, las inferiores sin lámina, láminas cuando presentes lineares o elíptico-lineares, aplanadas, con 3–5 (o más) costillas fuertes, plegadas en las costillas; vaina cerrada, en el ápice con una lígula y/o contralígula, o éstas no evidentes. Inflorescencia compuesta, densa o discontinua, de glomérulos o racimos cortos de espiguillas unisexuales; inflorescencia estaminada con varias flores, estambres 1–3; inflorescencia pistilada con 1 flósculo terminal directamente abrazado por 2 escamas grandes y por debajo con unas pocas escamas más pequeñas, estilo variadamente articulado al ovario, con 3 ramas estigmáticas alargado-lineares. Fruto de contorno ancho, el cuerpo con superficie dura o variadamente ornamentada, abrazado por un estípite obpiramidal o prismático, el cual puede o no producir apicalmente un perianto modificado (el hipoginio) entero o variadamente 3-lobado, fimbriado, ciliado, crenulado, dentado o tuberculado.

## Distribución y hábitat
Son plantas herbáceas de hojas gruesas, tres tallos en ángulo, a veces con alas a lo largo de los ángulos. Scleria se encuentran principalmente en lugares húmedos, pero a veces en seco, en lugares sombríos de los bosques.

## Taxonomía
El género fue descrito por Peter Jonas Bergius y publicado en Kongliga. Vetenskaps Academiens Handlingar 26: 142, pl. 4–5. 1765 La especie tipo es: Scleria flagellum-nigrorum P.J. Bergius.

## Especies seleccionadas
- Scleria abortiva Nees
- Scleria acanthocarpa Boeckeler
- Scleria achteni De Wild.
- Scleria acriulus C.B.Clarke
- Scleria adamantina Steud.
- Scleria distans Poir. - cálamo aromático del Brasil[3]
- Scleria hirtella Sw.[4] - curivano de la Guayana[3]